# 施廉
施廉（?—?），字彦清，号北野，又号野翁，江苏无锡人，明朝诗人、医者。嘉靖年间，曾任無錫醫學訓科。著有《北窗灸课录》。碧山吟社创建者之一。

## 诗作
《野翁山居》
清晨梳我头，有客过茅宇。
呼儿具尊罍，展席集朋侣。
钩帘对青山，潇潇落疏雨。
可人期不来，相思渺何许。